# Carl Frederik Nyman

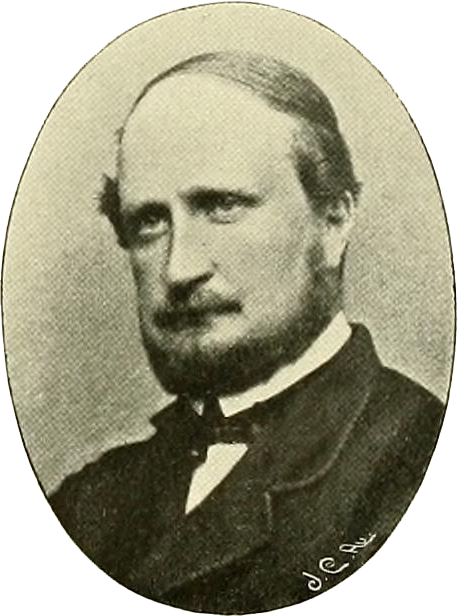
Carl Frederik Nyman

Carl Frederik Nyman, auch Carl Fredrik Nyman (* 31. August 1820 in Stockholm; † 26. April 1893 ebenda) war ein schwedischer Botaniker. Sein offizielles botanisches Autorenkürzel lautet „Nyman“.  

## Leben
Nyman war Kurator am Naturhistoriska Riksmuseet Stockholm. Zusammen mit Heinrich Wilhelm Schott und Karl Georg Theodor Kotschy war er Herausgeber von Analecta botanica (1854). 

## Ehrungen
Die Pflanzengattungen Nymania Lindb. aus der Familie der Mahagonigewächse (Meliaceae) und Nymanina Kuntze aus der Familie der Schwertliliengewächse (Iridaceae) sind nach ihm benannt worden.

## Werke
- Conspectus Florae Europaeae. (1878–1890; vier Teile: 1. Teil September 1878, 2. Teil Oktober 1879, 3. Teil vermutlich Juli 1881, 4. Teil Oktober 1882, Addendum Dezember 1885).
- Sylloge Florae Europaeae. (1854–1855).